# Кенисиус, Петрус
Петрус Кенисиус (швед. Petrus Kenicius; 1555[…], Умео — 3 февраля 1636, Уппсала) — шведский религиозный деятель, архиепископ Уппсалы с 1609 года до конца жизни.

## Биография
Родился в семье биркекарла — купца, торговавшего с лопарями на севере Швеции. В 1569 году окончил латинскую школу в Евле, затем пять лет изучал богословие в родной Уппсале и был рукоположён в сан священника в 1582 году; по некоторым данным, в 1577 году уже стал профессором Уппсальского университета. После рукоположения Кенисиус отправился для продолжения получения богословского образования в Германию (хотя желанием его отца было сделать сына священником в приходе Умео), год отучившись в университете в Ростоке, а затем перейдя в университет Виттенберга. Его он окончил в 1586 году со степенью магистра богословия и в 1587 году вернулся в Швецию, начав в том же году преподавать диалектику в стокгольмском Коллегиуме.
В 1589 году, после того как выразил несогласие с нелютеранской литургией короля Юхана III, был вместе с рядом других шведских религиозных деятелей заключён монархом в тюрьму. После освобождения в 1593 году участвовал в работе Уппсальского собора. В 1593—1595 годах был викарием прихода Фунбу, 1595 году был избран епископом Скары, в 1599—1608 годах формально был епископом Стренгнеса, но фактически так и не занял этот пост. Официально в архиепископы Уппсалы был рукоположён 2 июля 1609 года, став одновременно проканцлером университета города: им был написан устав заведения и запрещены частные колледжи, а с 24 октября 1617 года при заведении действовала комиссия по присвоению степени доктора богословия, одним из членов которой был Кенисиус. По его инициативе был также основан Тартуский университет. В 1622 году его усилиями была основана первое в Швеции общество по помощи бедным. Был известен как сторонник распространения образования, однако в первую очередь начального и религиозного; 22 июля 1625 года провозгласил днём всеобщей молитвы об образовании. По его инициативе были составлены Уппсальские гимны, также он был известен стремлением запретить причащаться детям до восьмилетнего возраста, не знающим катехизис.
За свою жизнь написал несколько богословских работ, выполнил также перевод ряда латинских текстов. В последние годы жизни тяжело болел и фактически отошёл от дел.